# 단다나칸 전투
단다나칸 전투는 1040년에 셀주크조의 군대와 가즈나 제국군 사이에서 일어났다. 전투는 셀주크군의 승리로 끝났으며, 가즈나 왕조의 후라산 지배를 끝냈다.

## 전투 전
셀주크 세력의 지도자인 투그룰 벡과 그의 형제 차그리 벡의 세력이 강해지자, 그들은 가즈나 왕조의 영토에 위협을 시작한다. 셀주크 세력의 약탈자들이 가즈나 왕조의 국경 도시들을 약탈하기 시작하자 가즈나 왕조의 술탄 마수드 1세(가즈니의 마흐무드의 아들)는 셀주크 세력을 그의 영토에서 쫓아내기로 결심했다.

## 전투
술탄 마수드의 군대가 사라흐로 진군하는 동안 셀주크 세력의 약탈자들은 가즈나 왕조의 군대에 대해 치고 빠지기를 반복해서 후방을 괴롭혔다. 셀주크 세력의 약탈자들은 가즈나 왕조의 보급선을 거의 파괴했으며, 근방의 수원지로 접근하는 것도 막았다. 가즈나 왕조군의 규율과 사기는 땅바닥에 떨어졌다. 결국 1040년 3월 23일, 20,000명의 셀주크 군대가 메르브와 사라흐 사이에 있는 단다나칸에서 50,000명의 가즈나 왕조군과 교전에 들어갔다.

## 전투 후
3일간 계속된 전투는 셀주크 세력의 승리로 끝이났다. 마수드는 전투 현장에서 100명의 기병들만을 이끌고 겨우 탈출했다. 이 승리는 셀주크 세력의 비상을, 그리고 가즈나 왕조의 몰락을 알리는 것이였다. 셀주크인들은 후라산과 그 곳의 도시들을 정복하고, 후일 "대 셀주크 제국"이라고 불릴 제국을 건설했다.

1092년의 셀주크 제국 1040이라고 적힌 곳이 단다나칸의 위치이다.

## 출전
- Christian, David, A history of Russia, Central Asia, and Mongolia , Wiley-Blackwell, 1998.
- 르네 그루쎄, 유라시아 유목제국사, 사계절출판사, 1998.